# Club Sol de América
Maillots
Le Club Sol de América est un club omnisports paraguayen fondé le 22 mars 1909 surtout connu pour son équipe de football. Le club est basé à Villa Elisa.

## Palmarès
- Championnat du Paraguay :
  - Champion (2) : 1986 et 1991.

- Championnat du Paraguay de deuxième division :
  - Champion (3) : 1964, 1978 et 2006.

- Coupe du Paraguay :
  - Finaliste : 2021.

## Personnalités

### Anciens joueurs
- Luis Héctor Cristaldo
- Diego Barreto
- Édgar Benítez
- Cristian Bogado
- Carlos Bonet
- Derlis Gómez
- Dante López
- José Ortigoza
- Aureliano Torres
- Enrique Vera
- Justo Villar
- Pablo Zeballos

### Anciens entraîneurs
- Ferenc Puskás
- Sergio Markarián
- Ever Hugo Almeida

## Autres sections sportives

### Basket-ball
L'équipe de basket-ball de Sol de América a signé ses meilleurs résultats en 1982, 1983, 1984, 1995, 1996, 1998, 1999 et 2007 (Apertura). Aujourd'hui, le Sol de América évolue toujours en Championnat du Paraguay de basket-ball.